# رشيدة مانجو

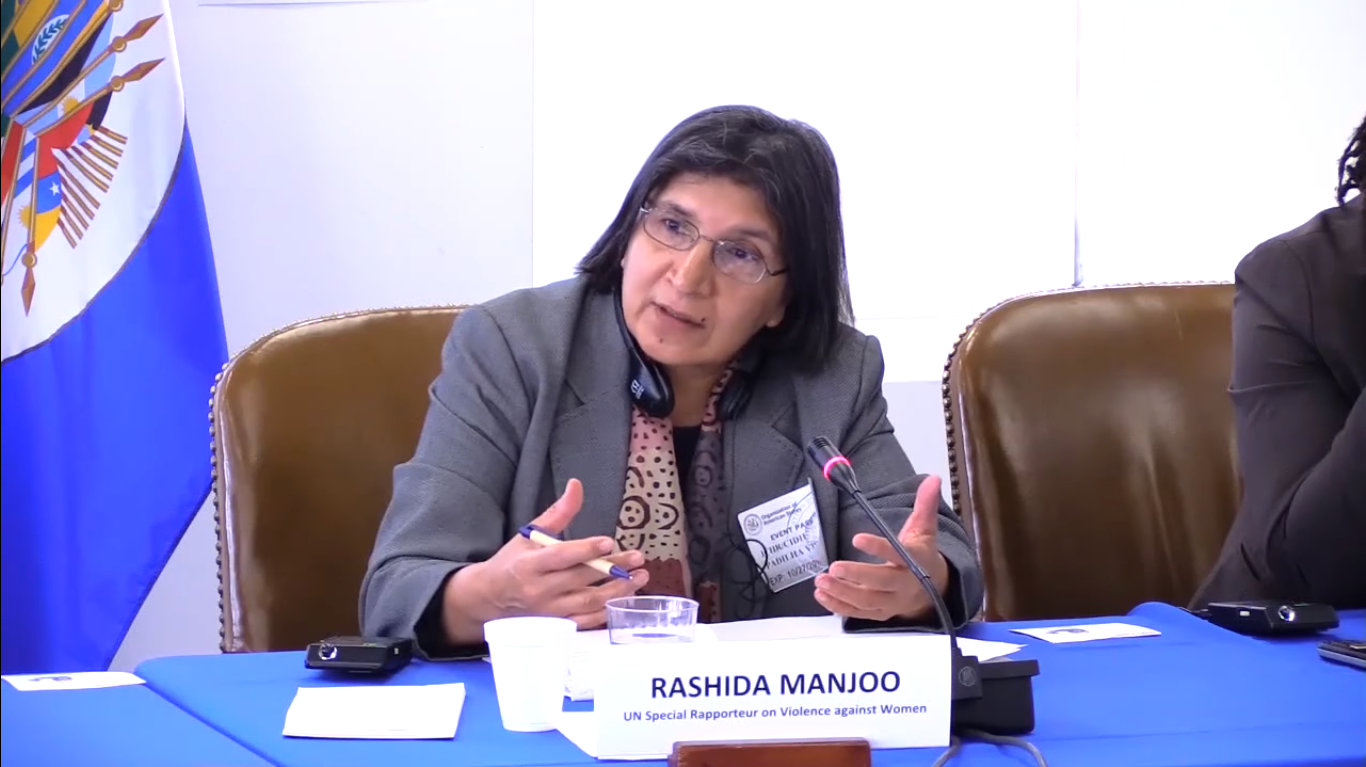
رشيدة مانجو عام 2014

رشيدة مانجو (بالإنجليزية: Rashida Manjoo)‏ هي أستاذة القانون العام في ديربان وناشطة اجتماعية تشارك في القضاء على العنف ضد المرأة. كانت مانجو مقررة الأمم المتحدة الخاصة المعنية بالعنف ضد المرأة من يونيو 2009 إلى يوليو 2015.

## حياتها المبكرة
نشأت رشيدة مانجو في ديربان بجنوب إفريقيا. تعلمت مانجو من الظلم تجاه النساء في سن مبكرة. نظرًا لتأثرها بشخصية جدتها ووالدتها، وقد رأت قوتهما في أوقات الفقر في الفصل العنصري في جنوب إفريقيا. سمح العيش في نظام الفصل العنصري في جنوب إفريقيا لمانجو بمشاهدة العنف ضد المرأة وعدم المساءلة منذ سن مبكرة. ظهرت أهمية والدة مانجو في التعليم على مانجو وشقيقتها الخامسة،  وقد ساعد تاريخ مانجو الشخصي مع الفصل العنصري وتعليمها العالي في توجيهها إلى العديد من مناصب المجتمع المدني، داعيةً إلى تحسين معايير حقوق الإنسان.
كبرت مانجو في جنوب إفريقيا خلال فترة من تاريخ الاستعمار، ونظام لم يمنح المرأة المساواة، لكنها في نظره أقل شأنا. بطبيعة الحال، أصبحت مهتمة بتحدي القمع والتمييز بأشكاله العديدة، وبدأت العمل كناشطة لتحرير المرأة في مجموعات مناهضة للفصل العنصري في جميع أنحاء جنوب إفريقيا.
كانت مانجو أستاذ في قسم القانون العام بجامعة كيب تاون. عملت سابقًا كمفوضة برلمانية في لجنة جنوب إفريقيا للمساواة بين الجنسين. درَّست مانجو أيضًا في جامعة ناتال، ديربان.
كانت مانجو معلمة ليس فقط لطلابها الجامعيين بل للمحامين والقضاة أيضًا. قامت مانجو بتدريس السياق الاجتماعي للقضاة والمحامين، وتصميم المحتوى والمنهجية التي تهدف إلى تحسين الخبرات داخل النظام القضائي. كمدرس، عقدت مانجو العديد من الدورات للأساتذة الزوار في جميع أنحاء العالم. بما في ذلك الأستاذ الزائر ديس لي المتميز في جامعة ويبستر في الولايات المتحدة. في جامعة ويبست، درّست دورات في حقوق الإنسان، مع التركيز بشكل خاص على حقوق الإنسان للمرأة والعدالة الانتقالية. كانت مانجو أيضًا مدرسة لبرنامج حقوق الإنسان في كلية الحقوق بجامعة هارفارد في عامي 2005 و 2006 وزميلة إليانور روزفلت في كلية الحقوق بجامعة هارفارد في عامي 2006 و 2007.
ستعكس الائتلافات المختلفة من أجل المرأة رغبات ومطالب النساء في جنوب إفريقيا، وخاصةً كرد فعل لمعاملة النساء أثناء الفصل العنصري. خلال فترة الفصل العنصري والفترة الانتقالية التالية نحو الديمقراطية، كان هناك عنف واسع النطاق ترعاه الدولة ضد النساء وجماعات الأقليات الأخرى مثل الطلاب المحتجين. ركز ميثاق المرأة والمجموعات الأخرى جهوده على زيادة الوعي بالعنف ضد المرأة وتوليد الدعم لهؤلاء النساء.

## العمل الاجتماعي
طوال أواخر الثمانينيات وأوائل التسعينيات، أضافت مانجو والعديد من الناشطات النسويات الآخرين التركيز على المنظور المتقاطع، من خلال إدراج العرق والجنس في مناقشة اللامساواة والتمييز. بدأت مانجو وغيرها من النسويات في تشكيل تحالفات أو شبكات للنساء في جنوب إفريقيا، مثل ميثاق المرأة الذي أنشأته مانجو في مقاطعتها في جنوب إفريقيا.
عكست الائتلافات المختلفة من أجل المرأة رغبات ومطالب النساء في جنوب إفريقيا، وخاصةً كرد فعل لمعاملة النساء أثناء الفصل العنصري. خلال فترة الفصل العنصري والفترة الانتقالية التالية نحو الديمقراطية، كان هناك عنف واسع النطاق ترعاه الدولة ضد النساء وجماعات الأقليات الأخرى مثل الطلاب المحتجين. ركز ميثاق المرأة والمجموعات الأخرى جهودها على زيادة الوعي بالعنف ضد المرأة وتوليد الدعم لهؤلاء النساء.
أدى عمل مانجو من أجل حقوق الإنسان للمرأة إلى مشاركتها في المناقشات الإقليمية والدولية حول العدالة للمرأة، بما في ذلك العمل المتعلق ببروتوكول المرأة في أفريقيا (بروتوكول مابوتو)، والمحكمة الأفريقية لحقوق الإنسان، ومعاهدة روما (المحكمة الجنائية الدولية). عملت مانجو دولياً مع هذه المجموعات للاعتراف بتجلى العنف ضد المرأة وتصنيفه إلى فئات من الجرائم بموجب القانون الجنائي الدولي.
عملت مانجو على ربط المعرفة المحلية للمرأة ووجودها في المبادرات العالمية لدعم المرأة، وإلقاء الضوء على وجود العنف القائم على النوع الاجتماعي وتعزيز القانون الجنائي الدولي لمنع ومحاكمة مرتكبيه، من خلال تجمع النساء من أجل العدالة بين الجنسين والتحالف حول العنف الجنسي في النزاعات. عملت مانجو على كشف الآثار السلبية للعنف ضد المرأة، والتفاعل بين مختلف العوامل الفردية والأسرية والمجتمعية والاجتماعية على العنف.
عملت مانجو كمحامية في مجال حقوق الإنسان طوال حياتها المهنية، بما في ذلك في لجنة القضاء على التمييز ضد المرأة لإنشاء تقارير الظل - والتي يتم الكشف عنها في التقارير التي يمكن أن تقدمها المنظمات غير الحكومية للتعبير عن الدعوة - لتلبية بعض الاحتياجات للمواطنين التي لا تدعمها حاليًا أو تديرها الحكومات الوطنية. أمضت مانجو بعض الوقت للوصول لاتفاقية القضاء على جميع أشكال التمييز ضد المرأة وغيرها من الناشطين، وصياغة مذكرة حول العنف ضد المرأة في المجتمعات المحلية والعالمية. عملت مانجو بعد ذلك لمدة خمس سنوات كمفوضة برلمانية في لجنة المساواة بين الجنسين من أجل مساءلة الحكومات أمام الدساتير الوطنية مرة أخرى، باستخدام مختلف المنظمات المستقلة (بما في ذلك المنظمات غير الحكومية) لتنظيم مساءلة الحكومات الوطنية. أعطى هذا المنصب مانجو القدرة على العمل داخل هيكل الدولة مع التأكيد على الحاجة الوطنية لدعم المرأة في مناقشة حقوق الإنسان. كما استغلت مانجو منصبها في لجنة المساواة بين الجنسين لرفض نظرية تحليل الحقوق المدنية والسياسية بشكل مستقل، وحثها على اتباع نهج كلي تجاه حقوق الإنسان بما في ذلك التجارب المشتركة بين القطاعات.
خلال مسيرة مانجو مدى الحياة التي دعت إلى النشاط ضد الظلم والتمييز، كرست مانجو الكثير من جهودها لتثقيف الطلاب في جميع أنحاء العالم.

### مقررة الأمم المتحدة الخاصة للعنف ضد المرأة
إن تفاني مانجو للعمل في قضايا العدالة الاجتماعية باستخدام قدراتها الكثيرة، بالإضافة إلى صراعها من أجل التعليم الشخصي والمجتمعي وتكافؤ الفرص، جعلها معروفة على نطاق واسع في الحركة النسائية الدولية. ويرجع ذلك جزئياً إلى شهرتها، وقد تم ترشيح مانجو وتعيينها مقررة الأمم المتحدة الخاصة المعنية بالعنف ضد المرأة، وأسبابه وعواقبه، في عام 2009، من قبل الأمين العام للأمم المتحدة - كوفي عنان - بدعم من مجلس حقوق الإنسان التابع للأمم المتحدة  توج عمل مانجو المحلي والوطني من أجل المساواة بين الجنسين بتعيينها في مجلس حقوق الإنسان. بصفتها مقررة الأمم المتحدة الخاصة للعنف ضد المرأة، عملت مانجو باستمرار لإظهار الفجوة بين وعود الحكومة والإجراءات المتخذة لدعم النساء اللائي تعرضن لعنف. قامت مانجو بذلك عن طريق إعطاء الأولوية للعديد من قضايا العنف ضد المرأة كقضايا موضوعية مقدمة إلى مجلس حقوق الإنسان.
قدمت مانجو مجموعة من التقارير إلى مجلس حقوق الإنسان التابع للأمم المتحدة والجمعية العامة للأمم المتحدة. تقدم هذه الولايات المواضيعية تقريراً عن الأبحاث التي جمعها المقرر الخاص للأمم المتحدة والإجراءات الموصى بها. قدمت مانجو باستمرار تقارير موضوعية بشأن العنف ضد المرأة.
تشمل هذه التقارير ما يلي:
- العنف ضد النساء والفتيات ذوات الإعاقة.
- قتل النساء بدافع جنساني ودورهن في استمرارية العنف.
- موضوع السجن وعواقبه الناتجة.
- تعويضات للنساء اللائي وقعن ضحايا للعنف.
- الأشكال المتعددة والمتقاطعة للتمييز في العنف.
- مسؤولية الدولة عن بذل العناية الواجبة والقضاء على العنف ضد المرأة.

كشفت الولايات المواضيعية عن الفجوة في القانون الجنائي الدولي بين معايير حقوق الإنسان والمعاملة والعنف ضد المرأة. لقد حاولت التأثير على المزيد من المساءلة من جانب الحكومات الوطنية على مستوى العالم، للمطالبة بالمسؤولية «الضرورية» بالنسبة للدول حتى لا تتسامح مع العنف ضد المرأة بشكل صحيح. هذه الدعوة للمساءلة واضحة في تقريري مانجو الأخيرين اللذين زعما أنه بموجب القانون الدولي لا توجد أحكام تفرض التزامات ملزمة قانونًا على الدول الأعضاء للقضاء على العنف ضد المرأة. مانجو أيضا بارزة في فضح الحكومات أو المنظمات التي تتغاضى عن الأذى الذي تتعرض له المرأة، مما أدى في بعض الأحيان إلى انتقادها.
وعلى الأخص، اكتسبت مانجو تغطية إعلامية وطنية عندما عبرت مانجو- بعد تحقيق دام 16 يومًا في المملكة المتحدة - عن أن المملكة المتحدة كان لها حضور أكثر وضوحًا في العنصرية والتصوير الجنسي للنساء، مدعية أن وسائل الإعلام البريطانية هي السبب في «الصور السلبية والجنسانية المفرطة عن النساء» و «تسويق أجسادهن». كثير من الناس غاضبون من هذا الوصف للمملكة المتحدة وانتقدوا مانجو بسبب آرائها، واعتبروا وصفها غير عادل للمملكة المتحدة. في عام 2014، قدمت مانجو تقريراً عن جرائم العنف والجنس في الهند معتقدة أن العنف واسع الانتشار ومنهجي. وأشارت إلى مناقشاتها العديدة مع النساء والخبراء في الهند كدليل على الإساءة الجسدية والجنسية والنفسية العميقة الجذور للمرأة التي تحدث في المجال الخاص ومقبولة من قبل الدولة. نفى مسؤولون من الهند أن يكون العنف ضد المرأة منهجيًا، وانتقد تصريحات مانجو لكونها تعميمة أكثر من اللازم.
وقد خلفتها الدكتورة دوبرافكا شيمونوفيتش في يوليو 2015.

## الجوائز والتكريمات
- جائزة وليام ماكينلي للحكم الرشيد - كلية ألباني للحقوق (2013))[10]
- جائزة حقوق الإنسان الدولية - رابطة المحامين الأمريكية (2014) [5][17]
- درجة الدكتوراه الفخرية - جامعة غلاسكو (2015)[15]

## أعمال كتابية
- تقرير المقررة الخاصة المعنية بالعنف ضد المرأة وأسبابه وعواقبه (2017).[11]
- تحديات إضفاء الطابع الرسمي على المحاكم التقليدية وتنظيمها وإصلاحها في جنوب أفريقيا (2015).[25]
- سد الفجوة: مقابلة مع الأستاذة رشيدة مانجو، مقررة الأمم المتحدة الخاصة المعنية بالعنف ضد المرأة (2015).[26]
- استمرارية العنف ضد المرأة وتحديات الانصاف الفعال (2014).[27]
- تقرير المقررة الخاصة المعنية بمسألة العنف ضد المرأة وأسبابه وعواقبه، إضافة: البعثة إلى الهند: تعليقات الدولة على تقرير المقررة الخاصة (2014).[28]
- الاتجار بالنساء: القواعد والحقائق والتحديات (2014).[29]
- لجنة الحقيقة والمصالحة لجنوب إفريقيا - نموذج للعدالة بين الجنسين (2012).[30]
- ستفشل خدمات دعم العنف المنزلي بدون شبكة وكالات (2011).[31]
- العنف القائم على النوع الاجتماعي والعدالة في مناطق النزاع وما بعد الصراع (2011).[30][32]
- حق المشاركة العامة في عملية سن القوانين ودور التشريعات في تعزيز هذا الحق (2008).[33]
- الظلم بين الجنسين ولجنة الحقيقة والمصالحة لجنوب أفريقيا (2007).[34]
- الاعتراف بقوانين الأحوال الشخصية للمسلمين في جنوب إفريقيا: حقوق الإنسان للمرأة (2007).[35]
- هوية القانون العرفي وإصلاحه في الاستيلاء الدستوري لجنوب إفريقيا (2006).[36]
- الآلية الجنسانية الوطنية في جنوب أفريقيا (2005).[37]
- الحقوق الجنسانية في إطار الأعراف والحقوق الثقافية أو الجماعية (2005).[38]
- الاعتراف التشريعي بزواج المسلمين في جنوب أفريقيا (2004).[39]